# Luisa Oranžsko-Nasavská (1770–1819)
Luisa Oranžsko-Nasavská (Frederika Luisa Vilemína; 28. listopadu 1770 Haag – 15. října 1819 Amsterdam) byla sňatkem dědičná brunšvická princezna. V rodině byla známá jako „Loulou“ .

## Život
Luisa se narodila jako dcera knížete Viléma V. Oranžského a jeho manželky Vilemíny Pruské. V souladu s novou módou péče o děti na konci 18. století její matka dohlížela na její výchovu osobně, na rozdíl od toho, co bylo dříve u dětí z její třídy běžné. Luisa byla následně matce oddaná a měla k ní blízký vztah po celý život. Byla vzdělávána svou guvernantkou Victoire E. Hollardovou a profesorem Hermanem Tolliusem. Učila se v nizozemštině a nizozemském náboženství, ačkoli jejím prvním jazykem byla francouzština, jak bylo v té době u evropských královských rodin zvykem. Zajímala se o hudbu, divadlo a psaní, účastnila se amatérských divadel a hudbě ji učil skladatel Johan Colizzi.
O Luise se uvažovalo jako o nevěstě pruského korunního práce, ale plány byly zrušeny. V roce 1789 požádal oficiálně o její ruku jménem svého nejstaršího syna a dědice Karla Jiřího Augusta brunšvicko-wolfenbüttelský vévoda Karel Vilém Ferdinand. Sňatek byl považován za vhodné gesto vděčnosti a spojenectví mezi oranžským rodem a vévodou z Brunšviku, který pomáhal jejím rodičům během holandského povstání v roce 1787. Luisa nebyla nucena souhlasit, ale údajně nabídku přijala dobře si vědoma skutečnosti, že by pro ni bylo velmi obtížné najít si jiného partnera vhodného postavení a náboženství.
Svatba se uskutečnila 14. října 1790 v Haagu; nevěste bylo 19 a ženichovi 24 let. Manželé se pak usadili v Brunšviku. Luise se v Brunšviku údajně stýskalo po domově, měla potíže se adaptovat na nové zvyky a chyběl jí živější kulturní život Nizozemska. Začala si dopisovat s matkou, svou guvernantkou a bývalým učitelem. Manžel, který byl na ní prý zcela závislý, se narodil mentálně omezený a nevidomý a ona pro něj byla spíše zdravotní sestrou než manželkou. V roce 1791 napsala dopis, ve kterém nevyjádřila žádné lamentace nad tím, že její manželství je bezdětné a zdálo se, že je v něm spokojená. Skutečnost, že dědic vévodství neměl děti a neočekávalo se, že by je měl, vedla k tomu, že se musel vzdát svého postavení dědice ve prospěch svého mladšího bratra. Když byli její rodiče v roce 1795 nuceni uprchnout z Nizozemska, přišla o svůj osobní příjem a stala se finančně závislá na rodině manžela.

Švédská princezna Hedvika ji i její rodinu popsala během své návštěvy v srpnu 1799: 
Náš bratranec, vévoda, dorazil hned druhý den ráno. Jako významný voják získal mnohá vítězství, je to vtipný, přesný a příjemný známý, ale nepopsatelně obřadní. Je prý dost přísný, ale dobrý otec národa, který se stará o potřeby svého lidu. Potom, co nás opustil, jsem navštívila vévodkyni vdovu a tetu mého manžela. Je to příjemná, vysoce vzdělaná a uznávaná dáma, ale už je tak stará, že téměř ztratila paměť. Od ní jsem pokračovala k vévodkyni, sestře anglického krále a typické Angličance. Vypadala velmi jednoduše, jako manželka vikáře, má jistě mnoho obdivuhodných vlastností a je velmi úctyhodná, ale zcela postrádá způsoby. Klade ty nejpodivnější otázky, aniž by zvažovala, jak těžké a nepříjemné mohou být. Dědičná princezna i princezna Augusta – sestra vládnoucího vévody - k ní přišly, když jsem i ní byla. Ta první je rozkošná, mírná, milá, vtipná a chytrá, není to kráska, ale přesto je velmi pěkná. Navíc je prý ke svému nudnému choti obdivuhodně laskavá. Princezna Augusta je plná vtipu a energie a je velmi zábavná. Vévodkyně a princezny mě následovaly na Richmond, venkovské vily vévodkyně kousek za městem. Byla malá a hezká s krásným malým parkem, vše v anglickém stylu. Jelikož si rezidenci nechala postavit sama, baví ji ukazovat ji ostatním. Synové vévodského páru jsou poněkud svérázní. Dědičný princ, baculatý a tlustý, skoro slepý, zvláštní a podivný – ne-li imbecil – se pokouší napodobit svého otce, ale dělá ze sebe jen umělého a nepříjemného. Neustále mluví, neví, co říká a je po všech stránkách nesnesitelný. Je vstřícný, ale chudák, miluje svou manželku až k uctívání a zcela se jí řídí. Druhý syn, princ Jiří, je ta nejsměšnější osoba, jakou si lze představit, a je tak hloupý, že nikdy nemůže zůstat sám, ale vždy ho doprovází dvořan. Třetí syn je také popisován jako originál. Nikdy jsem ho neviděla, protože sloužil u svého pluku. Čtrvrtý je jediný normální, ale také trápí své rodiče svým nemorálním chováním.
V roce 1806 Luisa ovdověla, a zemřel v exilu i její otec, připojila se k ní její ovdovělá matka v Brunšviku. Téhož roku bylo vévodství napadeno Francií a ona i s matkou odešla do Švýcarska. S matkou zažily těžké období cestování s málo penězi. V roce 1807 konečně dorazily k matčině rodině v Prusku, kde se usadily. Luisa se nakonec připojila k rodině zemřelého manžela v Anglii. V roce 1814 se s matkou vrátila do Nizozemska, zimy trávila v Haagu a léta na venkově v Zorgvlietu u Haarlemu poblíž matčina panství.
Luisa zemřela 15. října 1819 ve věku 48 let v Amsterdam.

## Vývod z předků
|                         |                                                   |  |                    |                                                  |  |  |  |  |  |  |  | Jindřich Kazimír II. Nasavsko-Dietzský |
|                         |                                                   |  |                    |                                                  |  |  |  |  |  |  |  |                                        |
|                         | Jan Vilém Friso                                   |  |                    |                                                  |  |  |  |  |  |  |  |                                        |
|                         |                                                   |  |                    |                                                  |  |  |  |  |  |  |  |                                        |
|                         |                                                   |  |                    | Henrietta Amálie Anhaltsko-Desavská              |  |  |  |  |  |  |  |                                        |
|                         |                                                   |  |                    |                                                  |  |  |  |  |  |  |  |                                        |
|                         | Vilém IV. Oranžský                                |  |                    |                                                  |  |  |  |  |  |  |  |                                        |
|                         |                                                   |  |                    |                                                  |  |  |  |  |  |  |  |                                        |
|                         |                                                   |  |                    | Karel I. Hesensko-Kasselský                      |  |  |  |  |  |  |  |                                        |
|                         |                                                   |  |                    |                                                  |  |  |  |  |  |  |  |                                        |
|                         | Marie Luisa Hesensko-Kasselská                    |  |                    |                                                  |  |  |  |  |  |  |  |                                        |
|                         |                                                   |  |                    |                                                  |  |  |  |  |  |  |  |                                        |
|                         |                                                   |  |                    | Marie Amálie Kuronská                            |  |  |  |  |  |  |  |                                        |
|                         |                                                   |  |                    |                                                  |  |  |  |  |  |  |  |                                        |
|                         | Vilém V. Oranžský                                 |  |                    |                                                  |  |  |  |  |  |  |  |                                        |
|                         |                                                   |  |                    |                                                  |  |  |  |  |  |  |  |                                        |
|                         |                                                   |  |                    | Jiří I.                                          |  |  |  |  |  |  |  |                                        |
|                         |                                                   |  |                    |                                                  |  |  |  |  |  |  |  |                                        |
|                         | Jiří II. Britský                                  |  |                    |                                                  |  |  |  |  |  |  |  |                                        |
|                         |                                                   |  |                    |                                                  |  |  |  |  |  |  |  |                                        |
|                         |                                                   |  |                    | Žofie Dorotea z Celle                            |  |  |  |  |  |  |  |                                        |
|                         |                                                   |  |                    |                                                  |  |  |  |  |  |  |  |                                        |
|                         | Anna Hannoverská                                  |  |                    |                                                  |  |  |  |  |  |  |  |                                        |
|                         |                                                   |  |                    |                                                  |  |  |  |  |  |  |  |                                        |
|                         |                                                   |  |                    | Jan Fridrich Braniborsko-Ansbašský               |  |  |  |  |  |  |  |                                        |
|                         |                                                   |  |                    |                                                  |  |  |  |  |  |  |  |                                        |
|                         | Karolina z Ansbachu                               |  |                    |                                                  |  |  |  |  |  |  |  |                                        |
|                         |                                                   |  |                    |                                                  |  |  |  |  |  |  |  |                                        |
|                         |                                                   |  |                    | Eleonora Sasko-Eisenašská                        |  |  |  |  |  |  |  |                                        |
|                         |                                                   |  |                    |                                                  |  |  |  |  |  |  |  |                                        |
| Luisa Oranžsko-Nasavská |                                                   |  |                    |                                                  |  |  |  |  |  |  |  |                                        |
|                         |                                                   |  |                    |                                                  |  |  |  |  |  |  |  |                                        |
|                         |                                                   |  | Fridrich I. Pruský |                                                  |  |  |  |  |  |  |  |                                        |
|                         |                                                   |  |                    |                                                  |  |  |  |  |  |  |  |                                        |
|                         | Fridrich Vilém I.                                 |  |                    |                                                  |  |  |  |  |  |  |  |                                        |
|                         |                                                   |  |                    |                                                  |  |  |  |  |  |  |  |                                        |
|                         |                                                   |  |                    | Žofie Šarlota Hannoverská                        |  |  |  |  |  |  |  |                                        |
|                         |                                                   |  |                    |                                                  |  |  |  |  |  |  |  |                                        |
|                         | August Vilém Pruský                               |  |                    |                                                  |  |  |  |  |  |  |  |                                        |
|                         |                                                   |  |                    |                                                  |  |  |  |  |  |  |  |                                        |
|                         |                                                   |  |                    | Jiří I.                                          |  |  |  |  |  |  |  |                                        |
|                         |                                                   |  |                    |                                                  |  |  |  |  |  |  |  |                                        |
|                         | Žofie Dorotea Hannoverská                         |  |                    |                                                  |  |  |  |  |  |  |  |                                        |
|                         |                                                   |  |                    |                                                  |  |  |  |  |  |  |  |                                        |
|                         |                                                   |  |                    | Žofie Dorotea z Celle                            |  |  |  |  |  |  |  |                                        |
|                         |                                                   |  |                    |                                                  |  |  |  |  |  |  |  |                                        |
|                         | Vilemína Pruská                                   |  |                    |                                                  |  |  |  |  |  |  |  |                                        |
|                         |                                                   |  |                    |                                                  |  |  |  |  |  |  |  |                                        |
|                         |                                                   |  |                    | Ferdinand Albrecht I. Brunšvicko-Wolfenbüttelský |  |  |  |  |  |  |  |                                        |
|                         |                                                   |  |                    |                                                  |  |  |  |  |  |  |  |                                        |
|                         | Ferdinand Albrecht II. Brunšvicko-Wolfenbüttelský |  |                    |                                                  |  |  |  |  |  |  |  |                                        |
|                         |                                                   |  |                    |                                                  |  |  |  |  |  |  |  |                                        |
|                         |                                                   |  |                    | Kristýna Hesensko-Eschwegská                     |  |  |  |  |  |  |  |                                        |
|                         |                                                   |  |                    |                                                  |  |  |  |  |  |  |  |                                        |
|                         | Luisa Amálie Brunšvicko-Wolfenbüttelská           |  |                    |                                                  |  |  |  |  |  |  |  |                                        |
|                         |                                                   |  |                    |                                                  |  |  |  |  |  |  |  |                                        |
|                         |                                                   |  |                    | Ludvík Rudolf Brunšvicko-Wolfenbüttelský         |  |  |  |  |  |  |  |                                        |
|                         |                                                   |  |                    |                                                  |  |  |  |  |  |  |  |                                        |
|                         | Antonie Amálie Brunšvicko-Wolfenbüttelská         |  |                    |                                                  |  |  |  |  |  |  |  |                                        |
|                         |                                                   |  |                    |                                                  |  |  |  |  |  |  |  |                                        |
|                         |                                                   |  |                    | Kristýna Luisa Öttingenská                       |  |  |  |  |  |  |  |                                        |
|                         |                                                   |  |                    |                                                  |  |  |  |  |  |  |  |                                        |